# Mustelus higmani
Mustelus higmani är en hajart som beskrevs av Springer och R. H. Lowe 1963. Mustelus higmani ingår i släktet Mustelus och familjen hundhajar. IUCN kategoriserar arten globalt som livskraftig. Inga underarter finns listade i Catalogue of Life.